# Will Sheehey
William "Will" Sheehey (Stuart, Florida, 16 de enero de 1992) es un baloncestista estadounidense que pertenece a la plantilla de FC Porto de la Liga Portuguesa de Basquetebol. Con 1,98 metros de estatura, juega en la posición de alero. Es sobrino del que también fuera jugador profesional, Tom Sheehey.

## Trayectoria deportiva

### Universidad
Jugó cuatro temporadas en los Hoosiers de la Universidad de Indiana, en las que promedió 8,6 puntos, 3,2 rebotes y 1,1 asistencias por partido, En 2013 estableció un récord de la universidad al anotar 9 de 9 tiros de campo en un partido ante Purdue. Esa misma temporada fue elegido mejor sexto hombre de la Big Ten Conference.

### Profesional
Tras no ser elegido en el Draft de la NBA de 2014, el 1 de agosto firmó su primer contrato profesional con el KK Budućnost Podgorica de la liga de Montenegro, pero únicamente llegó a disputar 9 partidos de la ABA Liga y otros 9 de la Eurocup, promediando en total 4,7 puntos y 2,1 rebotes por partido, antes de ser despedido el 16 de diciembre.
El 28 de enero de 2015 fichó por los Fort Wayne Mad Ants de la NBA D-League, con los que jugó ocho partidos en los que promedió 5,8 puntos y 2,9 rebotes. Tras ser despedido el 6 de marzo, seis días más tarde firmó con Los Angeles D-Fenders, con los que acabó la liga promediando 12,6 puntos y 3,4 rebotes por partido, actuando como titular. Nada más acabar, firmó con el Panionios B.C. griego hasta final de temporada, Jugó sólo cuatro partidos, promediando 9,7 puntos y 2,2 rebotes.
El 29 de julio de 2015 fichó por el S.O.M. Boulogne de la Pro B francesa, Jugó 26 partidos en los que promedió 10,1 puntos y 3,8 rebotes.
El 30 de octubre de 2016 fichó por los Raptors 905 de la NBA D-League.